# Sarrazac (Lot)
Sarrazac foi uma antiga comuna francesa na região administrativa de Occitânia, no departamento de Lot. Estendia-se por uma área de 18,38 km². Em 2010 a comuna tinha 571 habitantes (densidade: 31,1 hab./km²).
Em 1 de janeiro de 2019, ela foi incorporada ao território da nova comuna de Cressensac-Sarrazac.